# Bibliothèques de l'université de Liège
 (juillet 2024).
Les bibliothèques de l'Université de Liège (ULiège Library) sont un ensemble de bibliothèques appartenant à l'université de Liège. Elles soutiennent les activités d’enseignement et de recherches menées à l'université, assurent la gestion du patrimoine documentaire et participent au rayonnement de l’Institution par la réalisation de différentes missions[Lesquelles ?].
En 2023, ULiège Library est réorganisée en une bibliothèque unique.

## Description
Depuis 2022, ULiège Library mène ses missions depuis ses différents pôles thématiques. Chaque pôle possède son mode d'organisation interne, une feuille de route spécifique et une série d'interconnexions avec les autres pôles. Il en existe actuellement six :
1. Collections courantes
2. Conservation et patrimoine
3. Open science
4. Services aux usagers
5. Support à l'enseignement et à la recherche
6. Systèmes et données

## Patrimoine

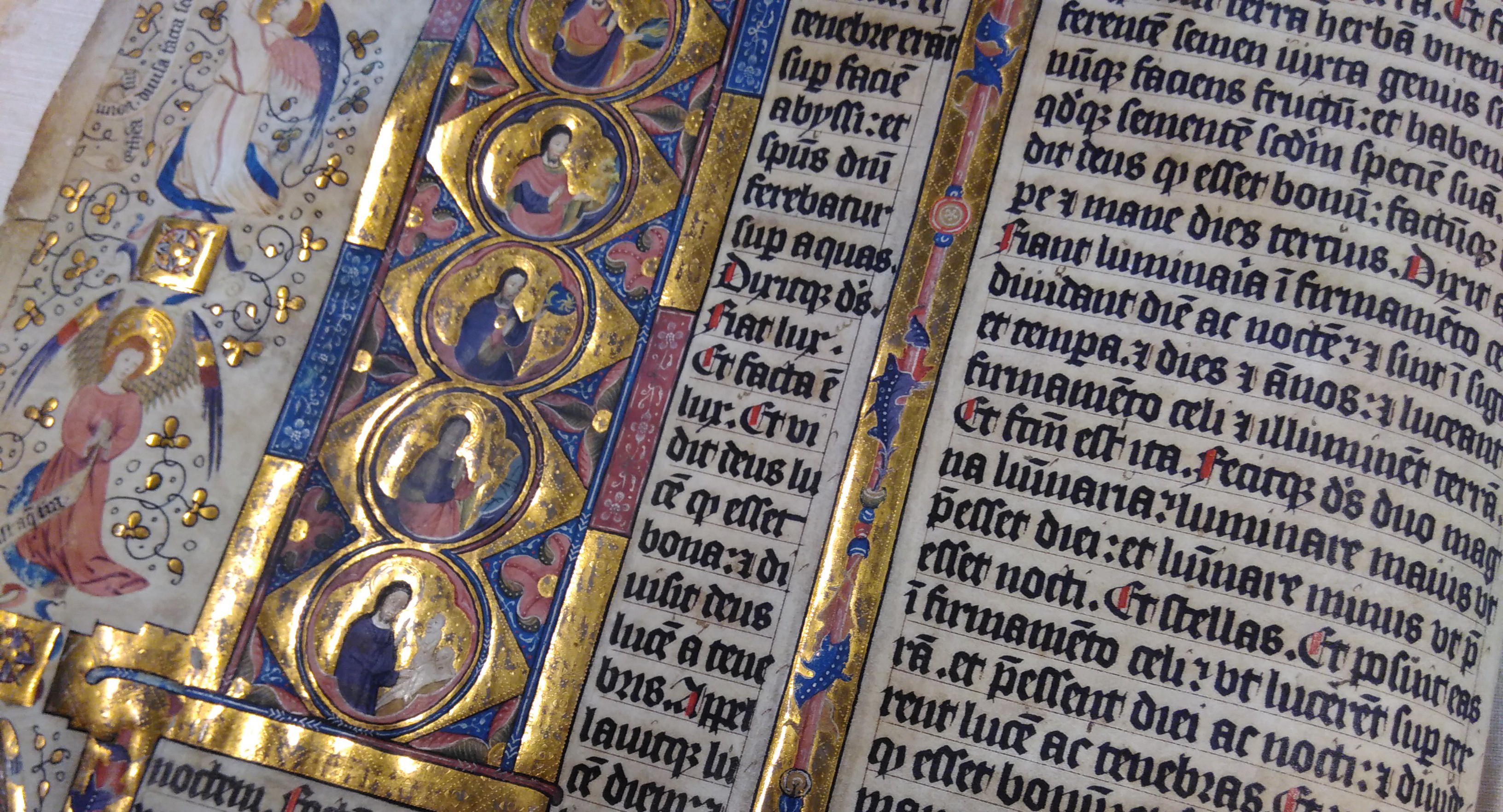
Une bible conservée à l'université datant de 1429. Elle provient du scriptorium du Couvent de Mont-Saint-Jérôme à Hulsbergen, à Hattem aux Pays-Bas.